# Freda Dudley Ward
Winifred May, marquise de Casa Maury (née Birkin ; 28 juillet 1894 - 16 mars 1983), célèbre sous son premier nom d'épouse, Freda Dudley Ward, était une mondaine anglaise, particulièrement connue pour avoir été la maîtresse du prince de Galles, futur Édouard VIII.

## Biographie
Née Winifred « Freda » May Birkin, elle était la deuxième enfant et l'aînée des trois filles du colonel britannique Charles Wilfred Birkin (quatrième fils du magnat de la dentelle et de la vaisselle Sir Thomas Isaac Birkin, de Nottingham) et de son épouse américaine, Claire Lloyd Birkin (née Howe). 
En 1913, elle épouse William Dudley Ward, député libéral à la Chambre des communes et médaillé olympique de voile. Bien que « Dudley » soit simplement le second prénom de son mari, elle l'intègre de fait à son nom de famille. Elle a de multiples amants, et le couple se sépare rapidement avant de divorcer en 1931.
Freda Dudley Ward a été la maîtresse du prince de Galles de 1918 à 1934, date à laquelle il tombe amoureux de Wallis Simpson. 
La relation entre le prince de Galles et Freda Dudley Ward, qui était alors mariée, était de notoriété publique dans les cercles aristocratiques. En 1927, Sir Winston Churchill, après avoir voyagé avec eux en train, remarqua que « il est tout à fait pathétique de voir le prince et Freda. Son amour pour elle est si évident et si impossible à déguiser ».
Quelques années après son divorce, elle épouse le 20 octobre 1937 l'aristocrate Pedro José Isidro Manuel Ricardo Monés, marquis de Casa Maury, dit Peter de Casa Maury (1896-1968), un ancien commandant d'escadre et officier du renseignement britannique d'origine cubaine. À partir de 1938, le couple s'installe à St John's Wood, à Londres, au 58 Hamilton Terrace. Ils divorcent en 1954.

## Freda Dudley Ward dans la culture populaire
Dudley Ward apparaît, sous ce nom, dans la saison 4 de la série télévisée Downton Abbey. L'actrice Janet Montgomery lui prête ses traits.